# Ян Хуэй
Ян Хуэ́й (кит. трад. 楊輝, упр. 杨辉, пиньинь Yáng Huī, 1238 —1298) — китайский математик из группы выдающихся сунских алгебраистов XIII–XIV ст., педагог-методолог.

## Биография
Родился в 1238 году в уезде Цяньтан Линьаньской управа (современный Ханчжоу провинции Чжэцзян). Учился у некоего Лю И. О его жизни мало сведений. Занимался десятичными дробями, магическими квадратами, рядами, арифметической прогрессией, системами уравнений и «правилом смесей».

## Математика

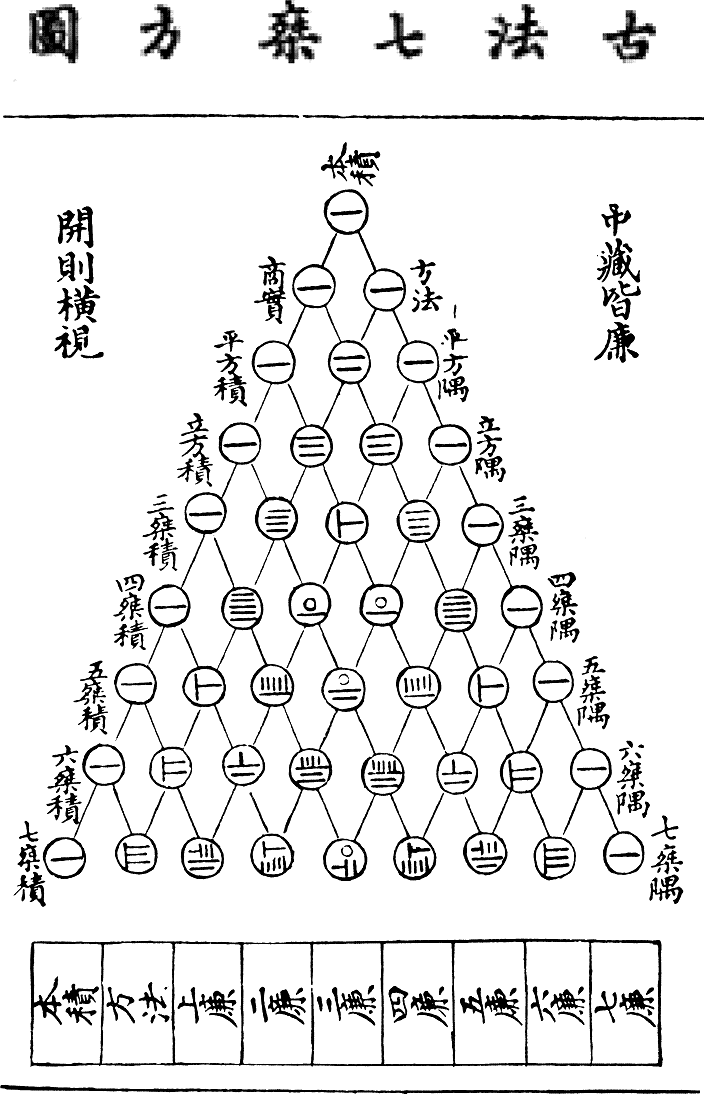
Треугольник Яна Хуэя в китайском средневековом манускрипте, 1303 год

Сформулировал аналог доказательства теоремы Эвклида о параллелограммах и впервые использовал циклические знаки (ганьчи) как алгебраические обозначения неизвестных в линейных системах. Критиковал математиков, которые «меняют названия своих методов от задачи к задаче».
В 1261 году написал «Сянцзе цзючжан суаньфа» («Подробное разъяснение методов исчисления в девяти разделах“) в 12 цзяней с приложением „Цзючжан суань фацзуань лэй“ („Методы счисления в девяти разделах в последовательной классификации»). Каждая задача рассмотрена в трех аспектах: ее логики, числового решения, применения представленного метода для решения других подобных задач.
В 1275 году написал трактат «Тяньму би лэй чэнчу цзефа» («Эффективные методы умножения и деления при сравнении и классификации полей и пахоты») 2 цзяна, посвященный нахождению площадей (фан тянь), извлечению квадратных корней (кай фан) и матричным решениям линейных уравнений (фан чэн). Другая работа — «Сюйгу чжайци суаньфа» («Наследственная давняя коллекция редких методов счисления») — ценное собрание необычных и забытых математических текстов древних ученых, содержит, в частности, 13 видов магических квадратов от 3х3 до 10х10, впервые названных сроком цзунхенту («продольно-поперечное изображение»). Этот уникальный в истории мировой математики набор, кроме известного с древности квадрата Ло Шу, включает по два квадрата 4-8-го порядков и по одному 9-10-го. Три трактаты 1274-1275 позже объединились в «Ян Хуэй суаньфа» («Методы исчисления Ян Хуэя»).
В 1303 году, через 5 лет после смерти Яна Хуэя была выпущена книга «Яшмовое зеркало четырёх элементов» китайского математика Чжу Шицзе, в которой был изображен треугольник Паскаля на одной из иллюстраций, считается, что его изобрёл Ян Хуэй (поэтому китайцы называют его треугольником Яна Хуэя).

### Магические восемь окружностей Яна Хуэя в квадрате

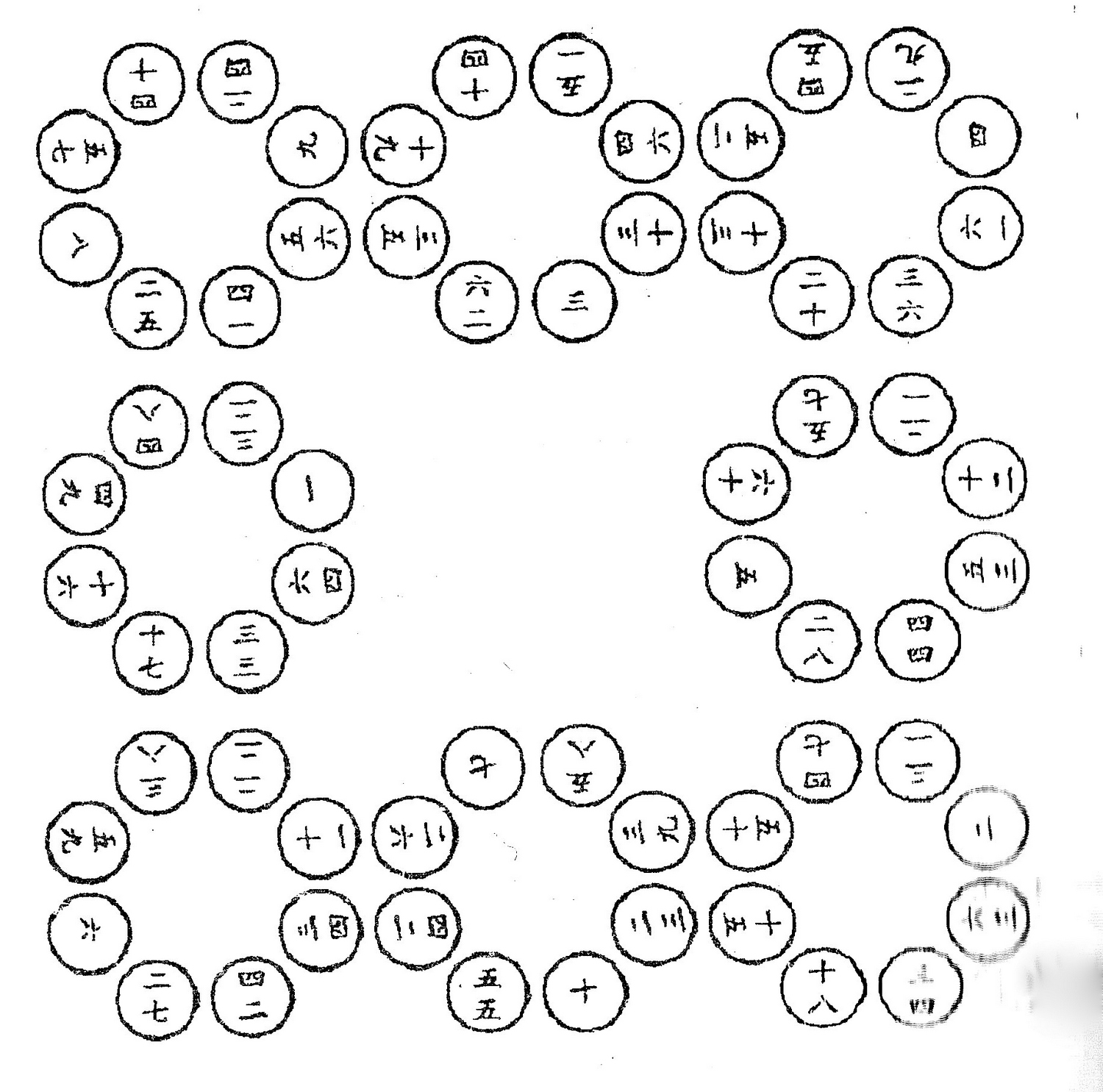
8 магических окружностей Яна Хуэя в квадрате 八阵图

Тот же рисунок с арабскими цифрами

64 числа расположены на окружностях по 8 на каждой с общей суммой 2080 и с суммами по горизонтали и вертикали, равными 260.
Начиная с северо-западного числа по часовой стрелке суммы 8 числовых окружностей:
40 + 24 + 9 + 56 + 41 + 25 + 8 + 57 = 260
14 + 51 + 46 + 30 + 3 + 62 + 35 + 19 = 260
45 + 29 + 4 + 61 + 36 + 20 + 13 + 52 = 260
37 + 21 + 12 + 53 + 44 + 28 + 5 + 60 = 260
47 + 31 + 2 + 63 + 34 + 18 + 15 + 50 = 260
7 + 58 + 39 + 23 + 10 + 55 + 42 + 26 = 260
38 + 22 + 11 + 54 + 43 + 27 + 6 + 59 = 260
48 + 32 + 1 + 64 + 33 + 17 + 16 + 49 = 260
Также суммы восьми чисел вдоль горизонтальных и вертикальных осей
14 + 51 + 62 + 3 + 7 + 58 + 55 + 10 = 260
49 + 16 + 1 + 64 + 60 + 5 + 12 + 53 = 260
Более того, сумма 16 чисел по диагоналям равна удвоенному 260:
40 + 57 + 41 + 56 + 50 + 47 + 34 + 63 + 29 + 4 + 13 + 20 + 22 + 11 + 6 + 27 = 2 × 260 = 520